# Adam Nathaniel Furman
Adam Nathaniel Furman (nascido em novembro de 1982) é um artista, designer, escritor e acadêmico britânico. Furman é especialista em trabalhos caracterizados por cores brilhantes, padrões ousados e ornamentos. Eles cunharam o termo New London Fabulous.

## Vida pregressa
Furman nasceu no Hospital St Mary em Paddington de pai argentino e mãe germano-japonesa, ambos judeus, e foi criado no norte de Londres, perto de Finchley Road. Furman frequentou a Highgate School.
Em 2001, Furman matriculou-se em um curso básico na Central Saint Martins. Eles continuaram estudando na Architectural Association (AA), graduando-se em 2008. Isto foi seguido por estudos de pós-graduação na AA.

## Carreira

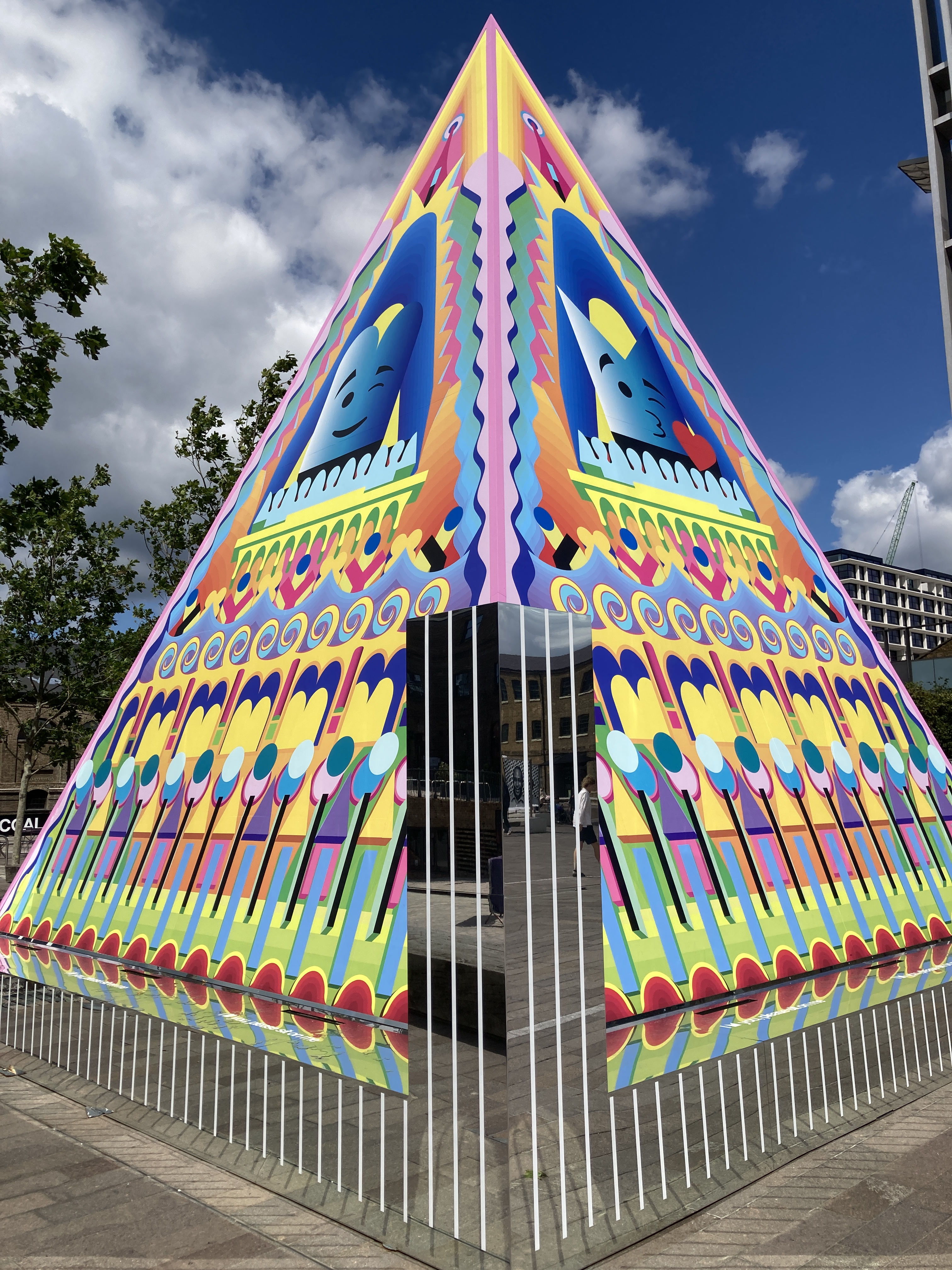
Proud Little Pyramid (2021)

Furman tornou-se codiretor do grupo de pesquisa Saturated Space da AA e abriu o Madam Studio. Em 2013, foram convidados a participar do programa Designers Residentes do Museu do Design. Em 2014 e 2015, Furman teve uma residência na Academia Britânica em Roma, onde foi agraciado com o Prêmio Roma de Arquitetura. O projeto vencedor de Furman, The Roman Singularity, foi posteriormente exibido no Museu Soane em 2017. Eles também retornaram à Central Saint Martins para ensinar e administrar o estúdio Productive Experience.
Nomeado como um dos 'Novos Arquitetos' da Architecture Foundation em 2016, Furman também foi nomeado uma estrela em ascensão de 2017 pelo The Observer[carece de fontes?] bem como um novo talento de Metropolis, que os descreveu como "um mestre da superfície e da ornamentação" que confia na sua "própria imaginação em vez de tendências para inspiração". Naquele ano, Furman foi coautor de Revisiting Postmodernism com Terry Farrell e foi contratado para projetar um conceito futurista de prefeitura chamado Democratic Monument for Architecture Fringe.
Furman foi nomeado Designer de Produto FX do Ano de 2019. Em 2021, Furman teve uma residência de seis meses em King's Cross, onde instalaram a Proud Little Pyramid para o Mês do Orgulho.
Furman coeditou a antologia Queer Spaces de 2022 com Joshua Mardell, que inclui artigos de colaboradores sobre espaços domésticos, comunitários e públicos onde indivíduos LGBT+ encontraram segurança e solidariedade ao longo das décadas. Em 2023, Furman está no processo de criação de um mural de mosaico de 57 metros de comprimento intitulado A Thousand Streams em uma parede fora da estação London Bridge com a London School of Mosaic, bem como colunatas de azulejos de cerâmica para a nova torre Enclave em Croydon.

## Arte

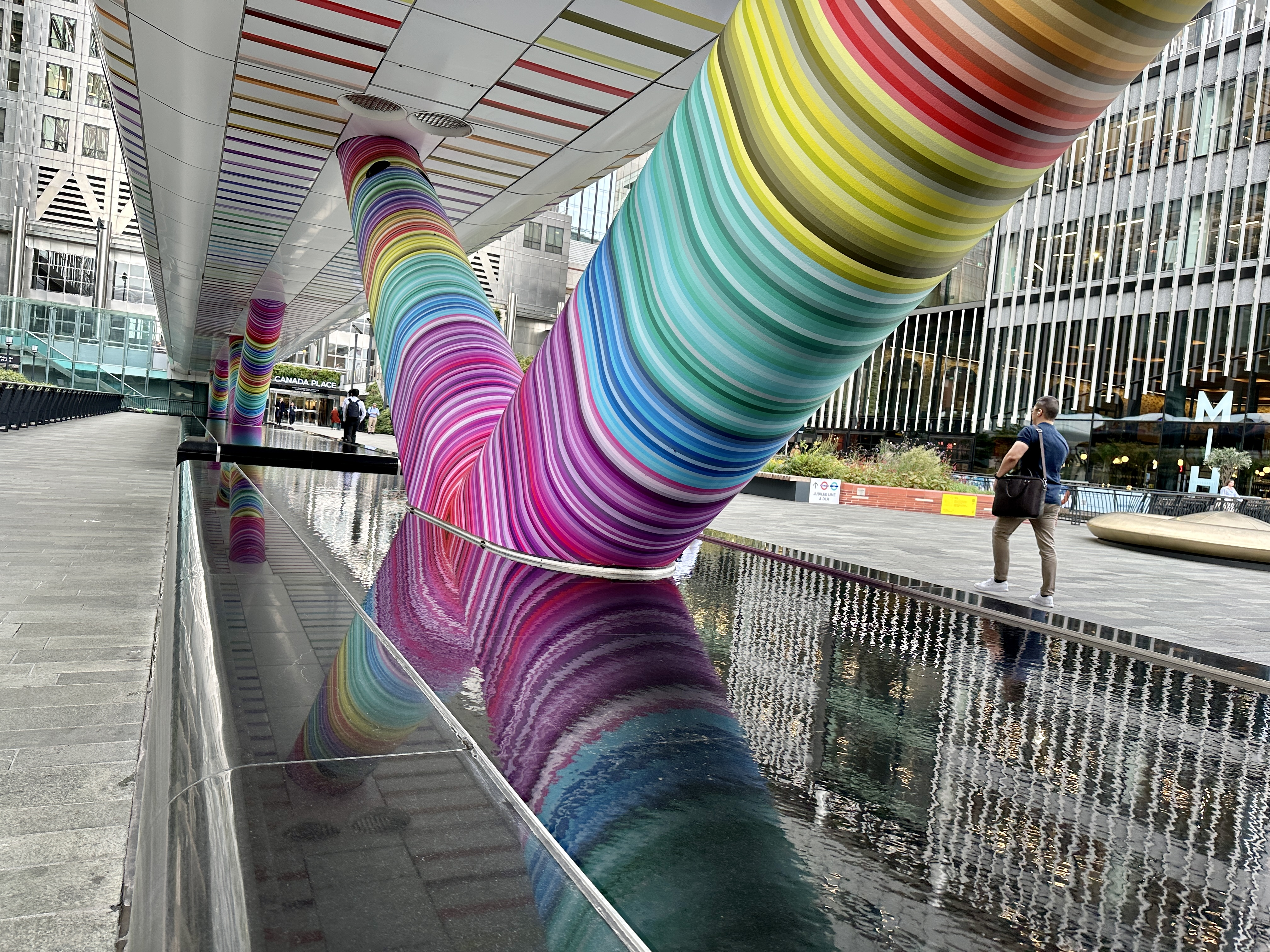
Click Your Heels Together Three Times, por Adam Nathaniel Furman. Canary Wharf, Londres

Desde muito jovem, Furman foi inspirado pelos azulejos e mosaicos que viu nas estações do metrô de Londres, particularmente os mosaicos de Eduardo Paolozzi na antiga estação Tottenham Court Road.
Numa entrevista sobre o Democratic Monument, Furman afirmou: "Em grande contraste com o resto da nossa produção cultural, o nosso ambiente físico é esmagadoramente uniforme."
Em 2020, Furman cunhou o termo New London Fabulous (NLF) para se referir a um grupo de artistas e designers sediados em Londres que rejeitam o "minimalismo monocromático" em favor de cores, ornamentos e geometria "caleidoscópicos". A NLF também enfatiza a criação de espaços públicos que representem e celebrem as comunidades e culturas locais da cidade. Figuras notáveis da NLF incluem Yinka Ilori, Camille Walala e Morag Myerscough.

## Vida pessoal
Furman tem seu estúdio e mora em Belsize Park com seu parceiro de longa data Marco Ginex. Eles têm dislexia.

## Trabalhos selecionados

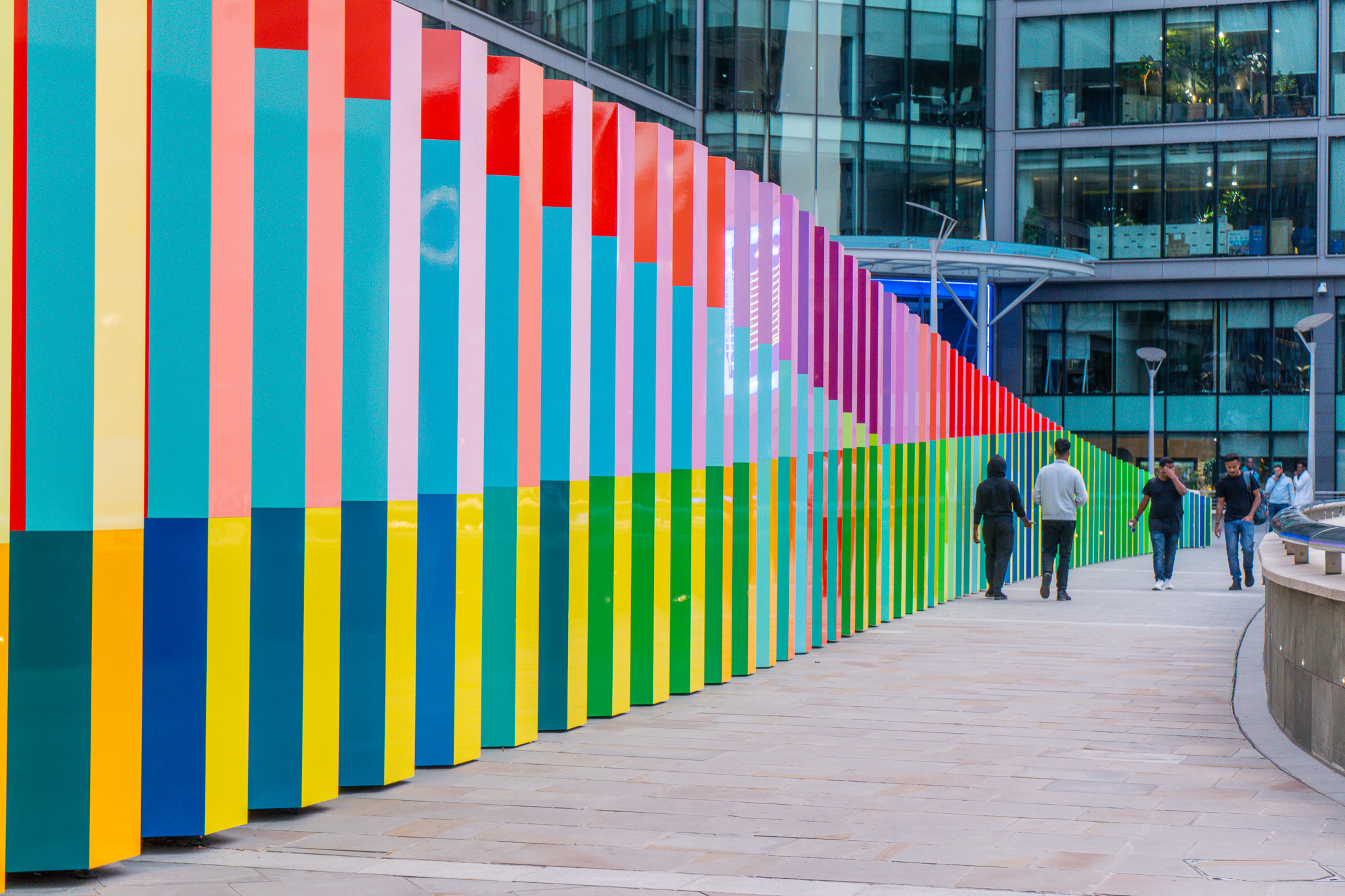
Abundance

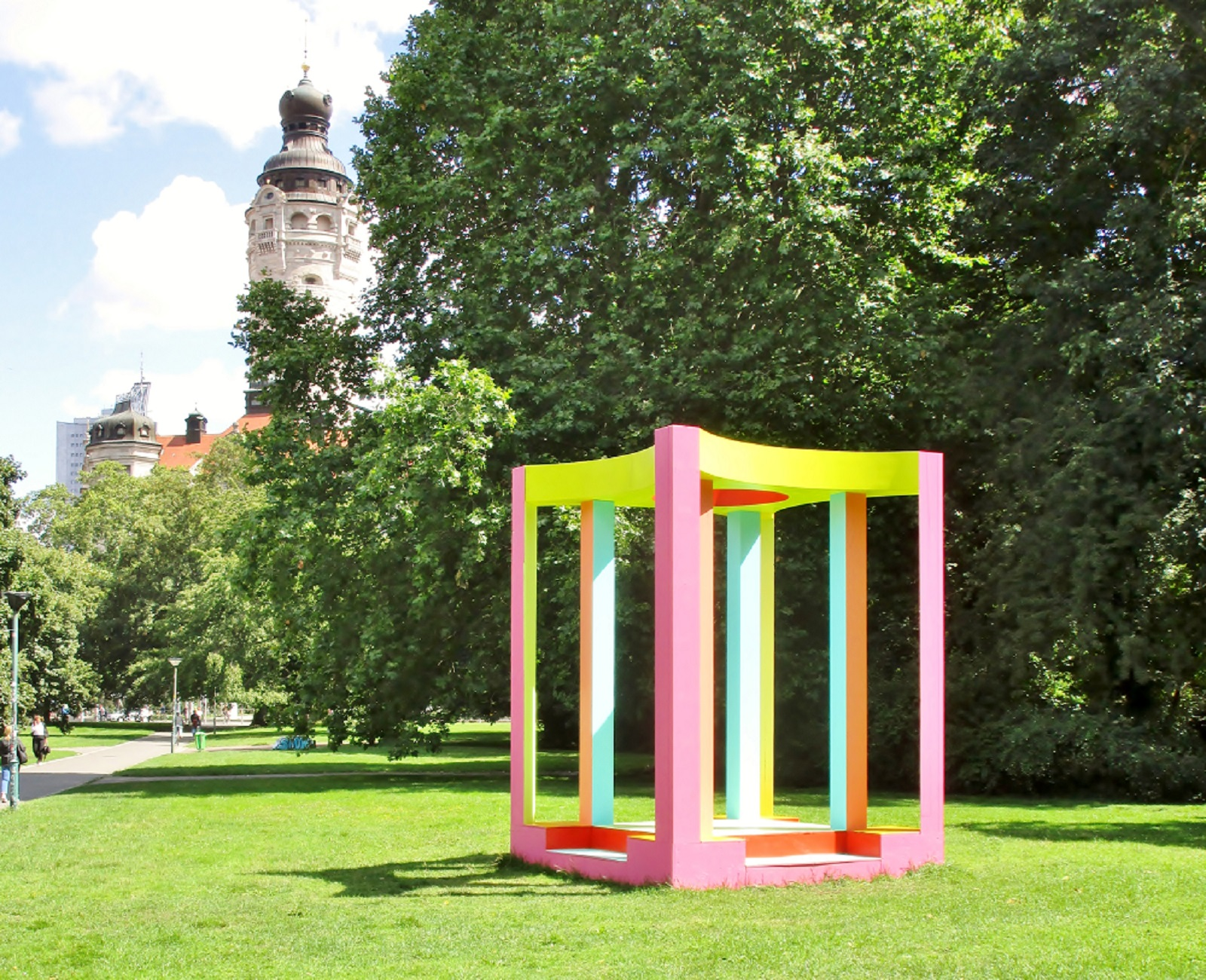
Cassata Pavilion

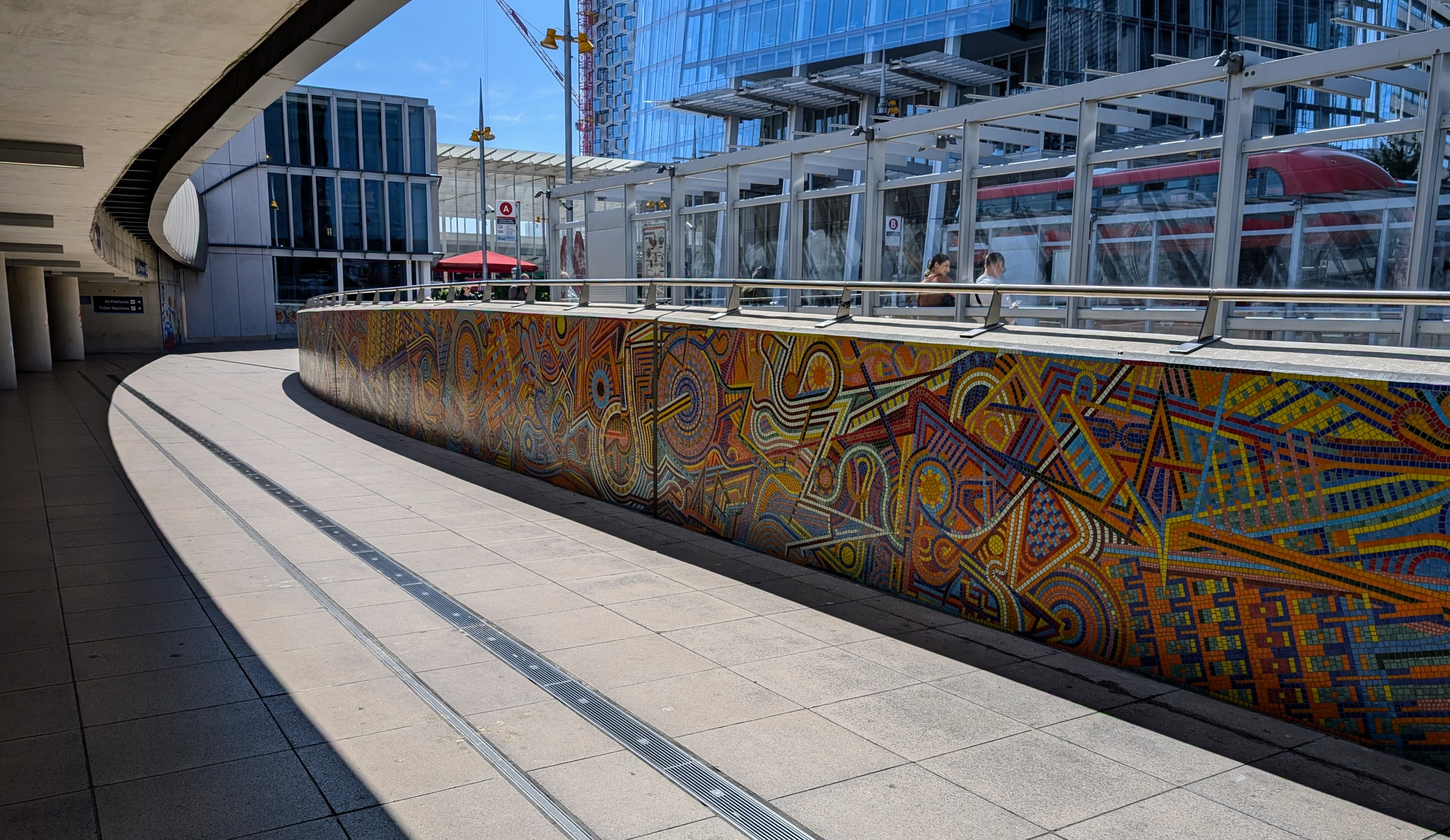
In a River a Thousand Streams

### Arte e espaços públicos
- The Roman Singularity (2014, 2017), esculturas de cerâmica feitas em Roma, posteriormente exibidas no Museu Soane
- Gateways (2017), instalação na Granary Square
- Look Down to Look Up (2018), padrões de travessia de ruas para o Conselho de Croydon
- Pontoon e a Paddington Pyramid (2019), no Paddington Central
- Boudoir Babylon (2020), instalação para a Trienal da National Gallery of Victoria
- Proud Little Pyramid (2021), instalação em King's Cross para o London Pride
- Abundance (2023), instalação em Paddington, Londres [22]
- Babs Baldachino (2023), monumento para o Birmingham Fierce Festival
- Cassata Pavilion (2023), escultura no Plastikgarten em Leipzig
- Click Your Heels Together Three Times (2023), instalação em Canary Wharf
- Bristol Quilt (2023), mural de cerâmica no centro da cidade de Bristol
- Croydon Colonnade (2023), via pedonal em mosaico sob edifício residencial
- In a River a Thousand Streams (2024), mural em mosaico na estação London Bridge [23]

### Coleções
- Baalbak, Chess e Phoenician, porcelana e vidro para Beit Collective
- Beiruti, Lisa e Noor, cadeiras tecidas para Beit Collective
- Capricciosa e Mediterranean, tapetes para Floor Story
- Chomp e Lounge Hog!, móveis laminados para De Rosso
- Glowbules, luzes de vidro para Curiousa
- MySplash, itens para casa para Mirrl
- New Town, azulejos para Bottega Nove
- Petalfall, cerâmica com Hiroyuki Onuki
- Princex, cerâmica para Nuoveforme

### Outro
- Esculturas para animação ITV
- Democratic Monument (2017), conceito maximalista de prefeitura para o Architecture Fringe
- Architectural Icons (originalmente Postmodern Icons, 2022–), ilustrações de edifícios famosos